# Montparnasse 19 (film)
Montparnasse 19 (titlul original: în franceză Les Amants de Montparnasse / Montparnasse 19) este un film de coproducție dramatic franco-italian, realizat în 1958 de regizorul Jacques Becker, după romanul Les Montparnos, de Michel Georges-Michel, protagoniști fiind actorii Gérard Philipe, Lilli Palmer, Anouk Aimée și Lila Kedrova.

## Rezumat
Filmul descrie povestea ultimilor ani ai lui Amedeo Modigliani, de la întâlnirea sa din 1917 cu Jeanne Hébuterne, ultima sa parteneră, până la moartea sa în 1920, la Montparnasse, care era la acea vreme în plină dezvoltare artistică. Pasiunea lui Jeanne pentru „Modi” o face să îndure toate excesele lui. Alcoolul, dragostea sa exagerată pentru arta sa și refuzul său de a-și vinde lucrările pentru uz comercial îl conduc inexorabil la decădere și la un sfârșit tragic.

## Distribuție
- Gérard Philipe – Amedeo Modigliani, pictor
- Lilli Palmer – Beatrice Hastings
- Anouk Aimée – Jeanne Hébuterne
- Lila Kedrova – doamna Anna Zborowska
- Arlette Poirier – Lulu
- Lea Padovani – Rosalie
- Gérard Séty – Léopold Zborowski
- Lino Ventura – Morel
- Madame Pâquerette – doamna Salomon, portăreasa
- Marianne Oswald – Berthe Weill
- Judith Magre – fata din fața barului
- Denise Vernac – dna. Hébuterne
- Robert Ripa – Marcel
- Jean Lanier – M. Hébuterne
- Antoine Tudal – Cendrars
- Bruno Balp – măcelarul model
- François Perrot – internul
- Jacques Marin – proprietarul cafenelei
- Harry Max – doctorul
- Jacques Ferrière –
- Pierre Richard – Un elev care desenează
- Véronique Silver (nemenționat)
- Stéphane Audran – o fată (nemenționat)
- Jany Clair – bona
- Gérard Hernandez
- Chantal de Rieux

## Aprecieri
„ Proiect pregătit pentru Augusto Genina, continuat ca scenarist de Max Ophüls și dus la capăt abia de Becker. Chinuitoarea facere a filmului și-a pus pecetea pe lipsa de stil.”—T. Caranfil , Dicționar universal de filme 